# Guy Pancirollus
Ne doit pas être confondu avec Giovanni Giacomo Panciroli.
Guy Pancirollus, aussi connu sous les noms de Guido Pancirole, Guido Panciroli et Guidus Pancirolus, (17 avril 1523 à Reggio d'Émilie, Italie - 1er juin 1599 à Padoue, Italie) est un jurisconsulte et antiquaire italien.

## Biographie
Fils d'Albert Pancirollus, homme de loi bien connu à l'époque, Guy Pancirollus naît à Reggio d'Émilie le 17 avril 1523. Pendant sa jeunesse, il apprend le latin et le grec. Ses apprentissages sont si rapides que son père l'amène à étudier le droit dès l'âge de 14 ans. Après trois ans d'études sous la supervision de son père, il voyage en Italie pour parfaire ses connaissances auprès des meilleurs professeurs de droit.
Pendant ses études, il démontre ses talents d'orateur, ce qui favorise sa nomination au poste de professeur en droit à l'université de Padoue en octobre 1547. Après des différends avec l'université, il la quitte pour l'université de Turin en 1571.
Il meurt le 1er juin 1599 à Padoue en Italie.

## Œuvres

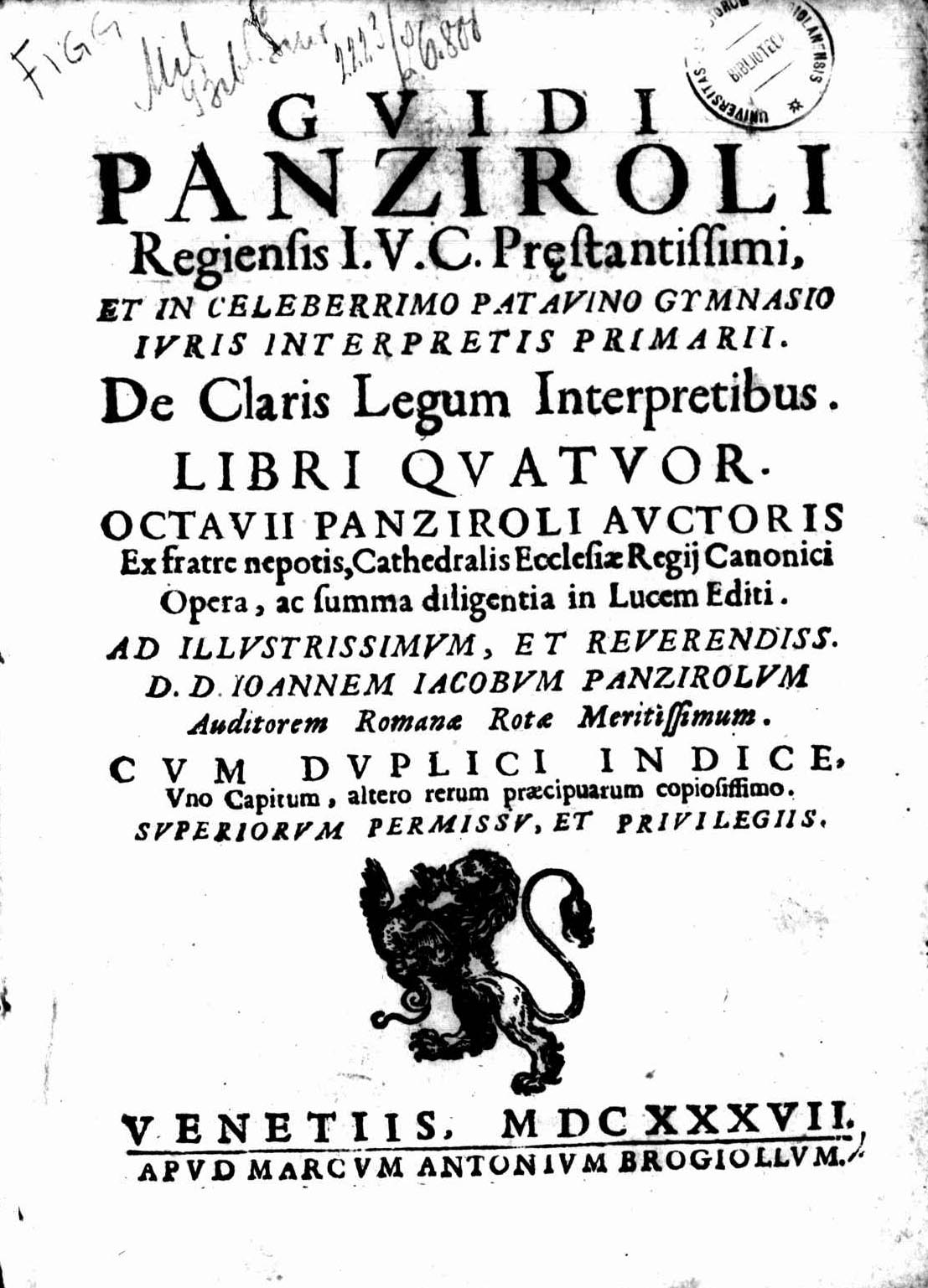
De claris legum interpretibus, 1637

- 1578 : (la) Consiliorum sive responsorum juris D. Guidi Panciroli,... liber primus. Opus... nunc primum in lucem editum...
- 1602 : (la) Nolititia utraque dignitatum, tum orientis tum occidentis, ultra Arcadii Honoriique tempora, et et in eum Guidi Pancirolli Commentarium
Livre premier des antiquitez perdues, et si au vif représentées par la plume de... G. Pancirol, qu'on en peut tirer grand profit de la perte... traduits tant de l'italien que du latin en françois par Pierre de la Noue, 1617
- (la) De Magistratibus municipalibus & corporibus artificam libellus
- (la) De rebus bellicus
- (la) De quatuordecim regionibus urbis Romae earumque edificiis, tam publicis quam privatus libellus
- (la) Thesaurus varium lectionum utriusque juris in tres libros distributus, ab Hercule ex fratre Nepote in lucem edicus
- (la) De claris legum interpretibus, Venise, Marco Antonio Brogiollo, 1637 (lire en ligne)
- (la) Rerum memorabilium libri duae quarum prior deperditatrum, posterior noviter inventarum est, ex Italico Latine redditi et notis illustrati ab Henrico Salmuth
- (la) Stimuli virtutum adolescentiae Chritinaea dicati ex Italico B. Guil. Baldefano LAtine facti